# Nahnu Jund Allah Jund Al-watan
«Naḥnu Jund Allāh Jund al-Waṭan» (en árabe: نحن جند الله جند الوطن‎, lit. 'Somos soldados de Dios, soldados de la patria') es el himno nacional del Sudán. Las palabras fueron escritas por el poeta Ahmed Mohammed Saleh y la melodía fue compuesta por Ahmed Morjan en 1955. Se le llama oficialmente Saludo Republicano (especialmente cuando se toca musicalmente), ya que se le llama para abreviar, Himno a la Bandera o Saludo a la Bandera.

## Historia
El himno nacional actual de Sudán fue originalmente el himno organizativo de las Fuerzas de Defensa de Sudán antes de la independencia. El poema "Somos los soldados de Dios, los soldados de la patria" fue elegido entre otros poemas que participaron en un concurso general sobre obras poéticas que alababan la fuerza de las Fuerzas de Defensa de Sudán en 1955. Cuando Sudán obtuvo la independencia en 1956, los primeros cuatro versos del poema fueron elegidos para ser el himno nacional.

## Letra
نحن جند الله جند الوطن
ان دعى داعى الفداء لم نخن
نتحدى الموت عند المحن
نشترى المجد بأغلى ثمن
هذه الأرض لنا فليعيش سوداننا
عالما بين الأمم
يا بنى السودان هذا رمزكـم
يحمل العبء و يحمي أرضكم
Naḥnu Jundu allāh Jundu al-waṭan.
In Daʻá Dāʻī al-Fidā’ Lam Naḫun.
Nataḥaddá al-Mawt ʻindi al-miḥan.
Naštarī al-majd Bi-Aġlá ṯaman.
Haḏihi al-Arḍ Lanā! Falayaʻīš Sūdānunā,
ʻālamān Bayn al-Umam.
Yā Banī s-sudān, Haḏā ramzukum;
Yaḥmilu al-ʻaba’, Wa-Yaḥmī Arḍakum.
Somos los soldados de Dios, los soldados de nuestra patria,
Nunca infieles a la llamada para el sacrificio.
Muerte que desafía a la adversidad.
Gloria que compramos con el precio más alto.
Esta tierra es nuestra.
Así que nuestra Sudán, de larga vida, más alto,
mostrando el camino entre las naciones, como una bandera.
Oh hijos del Sudán es su estándar,
hombros la carga de la tierra y proteger a vosotros.